# Garra rupecula
Garra rupecula är en fiskart som först beskrevs av Mcclelland, 1839.  Garra rupecula ingår i släktet Garra och familjen karpfiskar. IUCN kategoriserar arten globalt som nära hotad. Inga underarter finns listade i Catalogue of Life.